# Az Ickabog
Az Ickabog egy JK Rowling által írt meseregény. A történetet Rowling online részletekben tette közzé először, 2020 novemberében történt hivatalos, nyomtatott kiadása előtt. Az Ickabog Rowling első gyermekkönyve a Harry Potter és a Halál ereklyéinek 2007-es megjelenése óta.

## Háttere és kiadás
Az Ickabog hét és kilenc év közötti gyerekek számára készült. Ez az első JK Rowling által írt gyerekkönyv, amely nem szerepel a Harry Potter-univerzumban, és annak bejelentésekor Rowling megerősítette, hogy Az Ickabog nem lesz Harry Potter spin-off. Rowling a könyvet mesének minősítette, valamivel fiatalabb gyerekek számára. Rowling először 2003 és 2007 között készítette el Az Ickabogot, amelyet gyermekeinek ajándékozott. Az Ickabogot a Harry Potter-sorozat után kívánta kiadni, de abbahagyta, miután inkább a felnőtt fikcióra koncentrált. Az Ickabog forgatókönyvét a padlásán hagyta 2020-ig. Rowling a gyermekei visszajelzései után néhány módosítást végrehajtott eredeti kéziratában.
Rowling bejelentette, hogy kiadja a könyvet online, 34 ingyenes napi részletben 2020. május 26. és július 10. között. Rowling azt mondta: „Úgy döntöttem, hogy ingyenesen közzéteszem Az Ickabogot, így a karanténban lévő gyermekek, vagy akár azok is, akik ezen a furcsa, nyugtalanító időszakban visszatérnek az iskolába, elolvashatják maguk a könyvet, vagy elolvashatják nekik.”
Az első két fejezet 2020. május 26-án jelent meg. Később a harmadik-ötödik fejezetet 2020. május 27-én tették közzé. Az utolsó fejezet, a 64., 2020. július 10-én jelent meg. Az első 24 órában Az Ickabog webhelyen több mint 5 millió megtekintése volt 50 országból.
Az Ickabog megjelent könyvként, e-könyvként és hangoskönyvként is 2020. november 10-én, és ezért már nem érhető el ingyenes online olvasás céljából. Rowling azt mondta, hogy jótékonysági célokra ajánlja fel a könyv jogdíjait. Rowling illusztrációversenyt is szervezett, amely ötleteket adott a könyv minden fejezetéhez szükséges képekhez. A legjobb illusztrációkat a megjelent könyv tartalmazza, amit a Hachette UK adott ki.

## Története
Az Ickabog története egy Duskáldia nevű kitalált országban játszódik, ahol Frédi Király uralkodik. Az Ickabog nevű szörny egy legenda szerint az északon fekvő Lápföldén lévő mocsárban lapul, ezzel ijesztették meg a gyerekeket. Duskáldia fővárosa Lapuvár, ezenkívül Turonburg és Lordográd is jelentős városok ott.[forrás?]

## Cselekménye
A szomszédos ország királyának látogatásának előestéjén Galomb Gerda túlhajszoltan meghal, és megpróbálja befejezni Frédi király legújabb ruháját. Frédi, annak ellenére, hogy zavarban és bűnösnek érzi magát, nem hajlandó meglátogatni a családját, emiatt kiábrándultak tőle, különösen Gerda lánya, Gréta. Ez verekedéshez vezet Gréta és barátja, Bazsaly Bercit, Bazsaly főstrázsamester fia között, amikor előbbi megsértette Frédit. Fred elhatározza, hogy kevésbé önközpontú.
Egy Lápföldön élő pásztor könyörög Frédinek, hogy szabadítsa meg az országot az Ickabogtól, Frédi pedig bizonyítani akarva beleegyezik, és Északra lovagol. A mocsarakban bekövetkezett baleset eredményeként Bazsaly főstrázsamestert Lebrencs, Frédi egyik tanácsadója lőtte el. Lebrencs szövetségese, Swindler annak érdekében, hogy átvegye a királyság irányítását és gazdagabbá váljon, elhiteti, mintha Bazsalyt az Ickabog ölte volna meg, becsapva Frédit és a hadsereg többi részét, és ezzel kaotikus helyzetet kiváltva Duskáldiában.[forrás?]

## Magyarul
- Az Ickabog; ford. Tóth Tamás Boldizsár; Animus, Bp., 2020

## Fordítás
Ez a szócikk részben vagy egészben  a   The Ickabog című angol Wikipédia-szócikk fordításán alapul.  Az eredeti cikk szerkesztőit annak laptörténete sorolja fel. Ez a jelzés csupán a megfogalmazás eredetét és a szerzői jogokat jelzi, nem szolgál a cikkben szereplő információk forrásmegjelöléseként.